# Sunarthe
Sunarthe est une ancienne commune française du département des Pyrénées-Atlantiques. En 1829, la commune est unie à Sauveterre-de-Béarn, en même temps qu'Oreyte.

## Géographie
Le village est bâti sur un escarpement qui domine le gave d'Oloron.

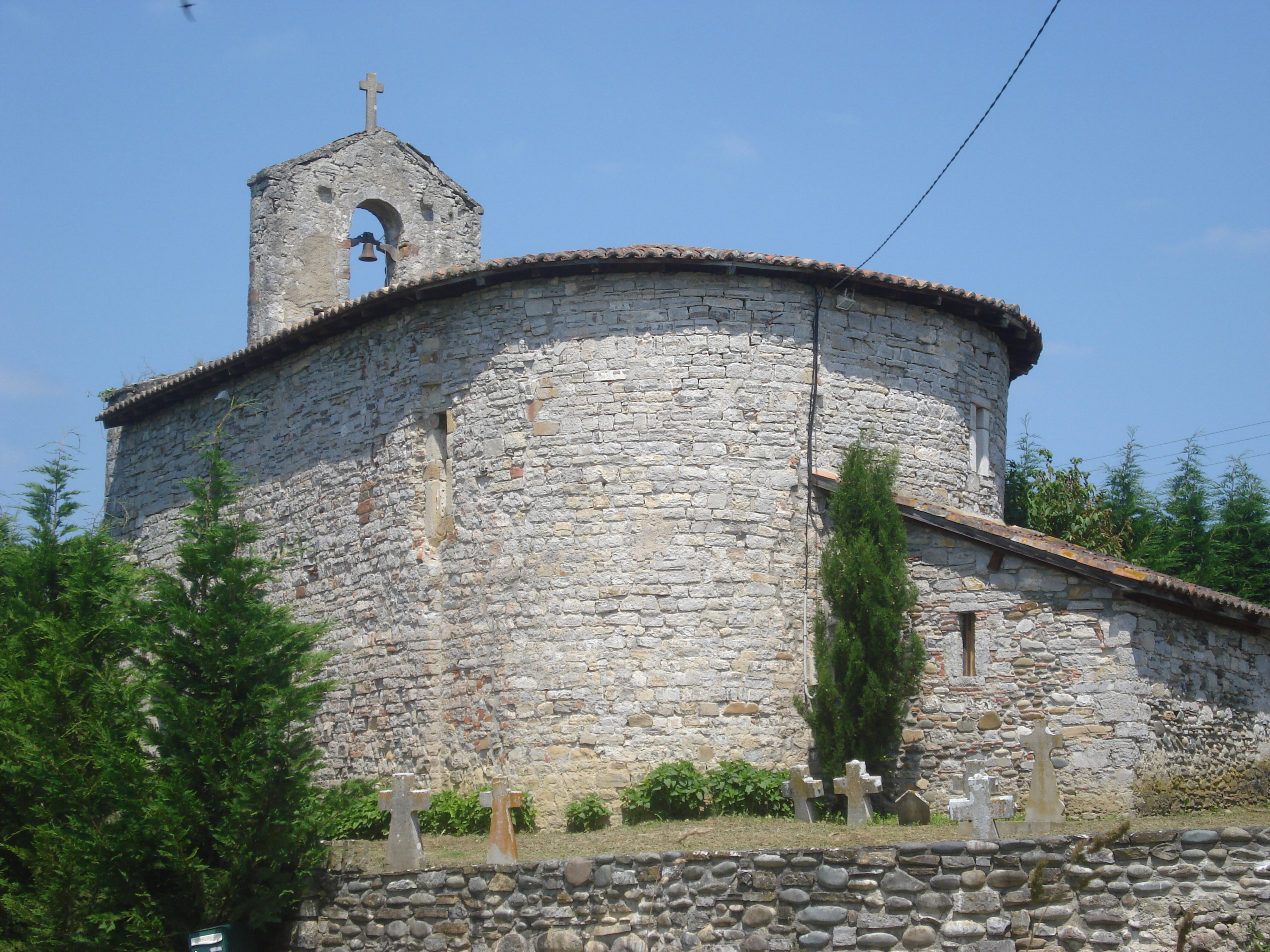
La chapelle Saint-Martin

## Toponymie

### Attestations anciennes
Le toponyme Sunarthe apparaît sous les formes 
Sunarte (1385, censier de Béarn) et 
Sunarta (1538, réformation de Béarn).

### Graphie occitane
Son nom occitan gascon est Sunarte.

## Histoire
Paul Raymond note qu'il y avait à Sunarthe une abbaye laïque, vassale de la vicomté de Béarn. En 1385, Sunarthe comptait dix feux et dépendait du bailliage de Sauveterre.

## Démographie
| 1793 | 1800 | 1806 | 1821 |
| ---- | ---- | ---- | ---- |
| 152  | 121  | 141  | 119  |

## Pour approfondir